# Трикозан
Трикозан — насичений вуглеводень, алкан (C23H48).

## Фізичні властивості
Молекулярна маса - 324,63 г/моль;
Температура плавлення 47,5 °C;
Температура кипіння 380,2 °C;
Густина — d70=0,7645; d48=0,7799 г/см3;
Тиск пари (в мм рт.ст.): 1 (179 °C); 10 (227 °C); 40 (264 °C); 100 (294 °C); 400 (349 °C).

## Знаходження в природі
Ідентифіковано в природі: у складі квіткового пилку, в ефірній олій бузини чорної (Sambucus nigra L.), в листях хризантеми шовковицелистяної (Chrysanthemum morifolium Ramat).

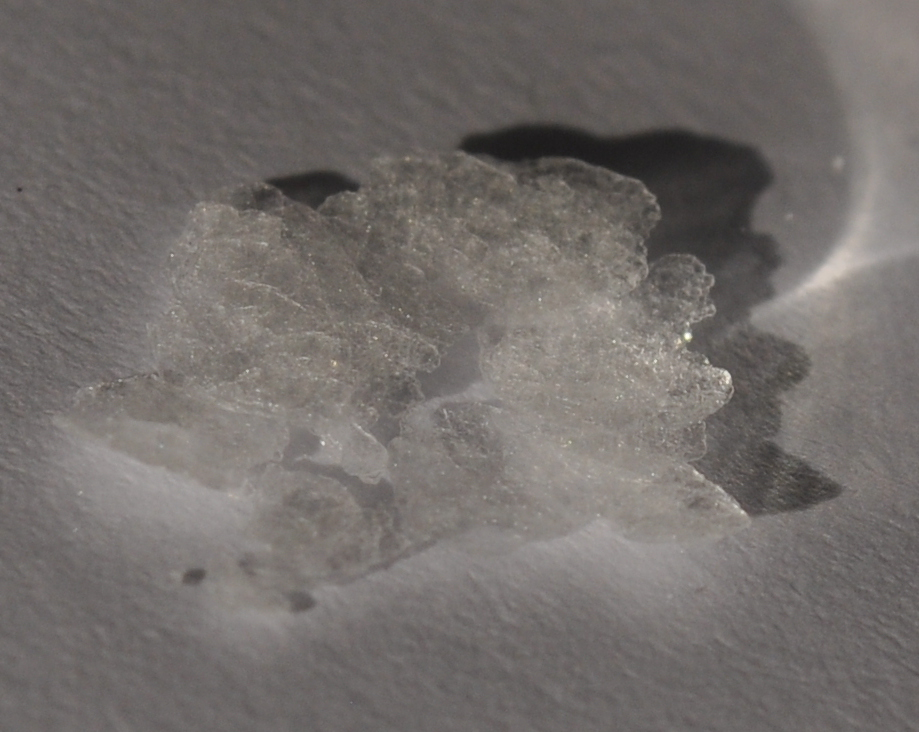

## Ізомерія
Теоретично можливо 5 731 580 структурних ізомерів з таким числом атомів.